# Katastrofer
|  | Denne artikel er oprettet af botten Steenthbot ud fra en ekstern database. Den kan derfor have sproglige fejl eller mangler. Denne skabelon kan fjernes efter kontrol af indholdet. |

Katastrofer er en dansk filmskolefilm fra 2021 instrueret af Tone Ottilie.

## Handling
Liv kæmper med svær OCD og skal til at starte i gymnasiet. Hun drømmer om bare at være en helt normal teenager, men det bliver svært, da hun bliver forelsket i Anna. For hvordan kan man give efter for sin forelskelse, hvis man ikke tør kysse og ser bakterier, mug og maddiker over alt?

## Medvirkende
- Boy Ewald, Liv
- Anna Charlie Zerbib Streitz, Anna
- Jens Albinus, Far
- Claudia Pierleoni, Fars veninde